# 겐에이 (가마쿠라 시대)
겐에이(建永, けんえい)는 일본의 연호(元号) 중 하나이다.
- 전후 : 겐큐(元久) 이후 - 조겐(承元) 이전.
- 시기 : 1206년
- 천황 : 쓰치미카도 천황
- 인세이 : 고토바 상황
- 쇼군 : 가마쿠라 막부의 미나모토 노 사네토모
- 싯켄 : 호조 요시토키

## 개원(改元)
- 겐큐 3년 4월 27일(율리우스력 1206년 6월 5일), 개원.
- 겐에이 2년 10월 25일(율리우스력 1207년 11월 16일), 조겐으로 개원된다.

## 출전
『문선』의 「吾雖德薄、位為蕃侯、猶庶幾戮力上國、流惠下民。建永世之業、留金石之功、豈徒以翰墨為勳績、辭賦為君子哉！」.

## 겐에이 시기에 일어난 일
- 2년
  - 조겐의 법난(承元の法難). 전수염불(専修念仏) 정지소송으로 의해 신란이 에치고, 호넨이 사누키로 유배되다.

## 서력과의 대조표
| 겐에이 | 원년   | 2년    |
| ------ | ------ | ------ |
| 서력   | 1206년 | 1207년 |
| 간지   | 병인   | 정묘   |

## 같이 보기
- 일본의 연호 일람